# 烏川大橋
烏川大橋（からすがわおおはし）は、山形県最上郡大蔵村にある最上川に架かる橋。

## 概要
山形県道330号福寿野熊高線が通る。1986年完成。片側には2mの歩道も設けられている。
橋ができる前の向こう岸への移動手段は渡し舟であった。春先の雪解けや梅雨時期の豪雨などによる増水で舟はたびたび止まり、住民の強い要望により橋は完成した。赤松小学校（現在は統合され大蔵村立大蔵小学校）の児童が舟での通学の辛さを綴った手紙を当時の知事に送り、橋が予定より1年早く完成したというエピソードがある。橋の近くには渡し舟の歴史を記した石碑が存在する。